# Scambio di prigionieri

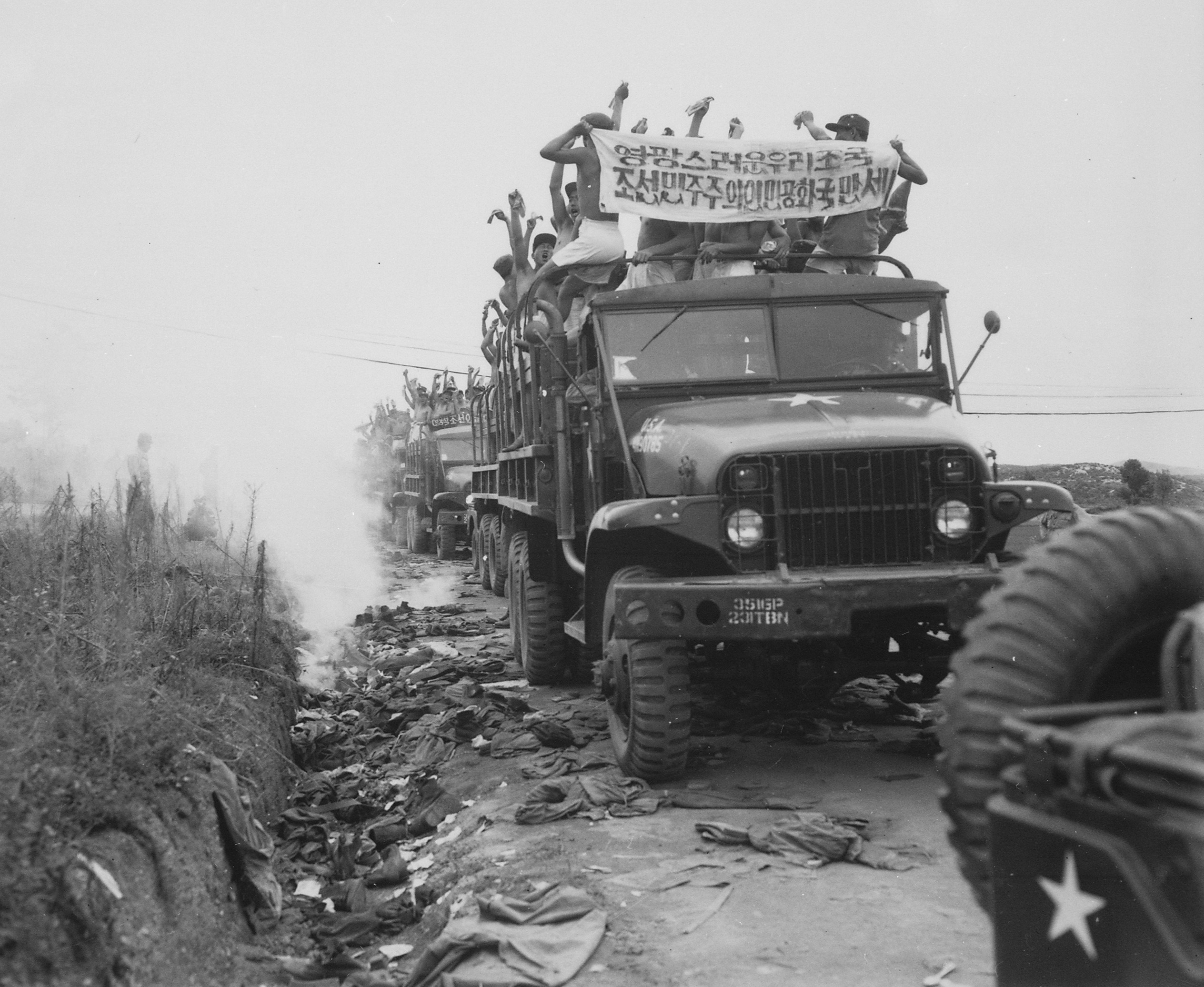
Prigionieri di guerra nordcoreani restituiti alla Corea del Nord dagli Stati Uniti d'America durante la guerra di Corea

Uno scambio di prigionieri è un accordo tra parti opposte in un conflitto per liberare i prigionieri: prigionieri di guerra, spie, ostaggi o altro. A volte, in uno scambio sono coinvolti anche cadaveri.

## Convenzioni di Ginevra
In base alle Convenzioni di Ginevra, i prigionieri che non possono contribuire allo sforzo bellico a causa di malattia o disabilità hanno diritto al rimpatrio nel loro Paese d'origine, indipendentemente dal numero dei prigionieri interessati; la potenza detentrice non può rifiutare una richiesta legittima.
Ai sensi della Convenzione di Ginevra del 1929, ciò è coperto dagli articoli da 68 a 74 e dall'allegato. Uno dei più grandi programmi di scambio fu gestito dalla Croce Rossa Internazionale durante la seconda guerra mondiale in questi termini. Ai sensi della Terza convenzione di Ginevra del 1949, ciò è coperto dagli articoli da 109 a 117.
Il fronte jugoslavo vide una brutale lotta tra le forze armate della Germania nazista e i partigiani guidati dai comunisti. Nonostante ciò, le due parti negoziarono scambi di prigionieri praticamente dall'inizio della guerra. In circostanze straordinarie, questi primi contatti si evolsero in un accordo di scambio formale, incentrato sulla creazione di una zona neutrale, forse l'unica del genere nell'Europa occupata, dove i prigionieri furono regolarmente scambiati fino alla fine di aprile del 1945, salvando diverse migliaia di vite.